# Кирил Цочев
Кирил Петров Цочев е български политик.

## Биография
През 1971 година завършва ВМЕИ и през 1983 година защитава следдипломна квалификация по външна търговия. От 1974 до 1979 е началник-отдел в „Енергопроект“. Между 1985 и 1989 е генерален директор на „Електроимпекс“. През 1989 година става председател на Българската търговско-промишлена палата. От 1990 до 1992 работи в българското посолство в Япония. През 1994 година е назначен за министър на търговията, а през 1995 – 1996 за министър на търговията и външноикономическото сътрудничество. В периода 1993 – 2004 е председател на българската част от смесения Българо-японски комитет. От 18 февруари 2015 г. е заместник-председател на XLIII народно събрание от парламентарната група АБВ.